# Cena Bezpečnostní rady státu
Cenu Bezpečnostní rady státu za významný přínos v oblasti bezpečnostní politiky České republiky je ocenění, které každoročně uděluje Bezpečnostní rada státu „za významná díla v oblasti bezpečnostní a obranné politiky a za aktivní činnost v bezpečnostní komunitě také za celoživotní prospěšnou práci v oblasti bezpečnostní a obranné politiky ČR a její osvěty“. Ocenění je udělováno jednotlivcům a kolektivům v hlavní a studentské kategorii.
Ocenění založila česká vláda v roce 2001 jako Cenu Jaroslava Jandy za významný přínos v oblasti bezpečnostní politiky České republiky. Pojmenována byla podle plukovníka Jaroslava Jandy (1932–1997), odborníka na vojenskou a bezpečnostní strategii. V roce 2016 ho vláda přejmenovala na současný název.